# آرکتیک‌گاز
آرکتیک‌گاز (روسی: Арктикгаз) شرکت نفت و گاز روس است، که در سال ۱۹۹۲ تأسیس شد.